# Eriopyga suffusa
Eriopyga suffusa är en fjärilsart som beskrevs av Jones 1914. Eriopyga suffusa ingår i släktet Eriopyga och familjen nattflyn. Inga underarter finns listade i Catalogue of Life.